# Libanon op de Olympische Zomerspelen 1988
Libanon nam deel aan de Olympische Zomerspelen 1988 in Seoel, Zuid-Korea. 

## Deelnemers en resultaten

### Atletiek
| Olympiër     | Discipline | Resultaat | Prestatie               |
| ------------ | ---------- | --------- | ----------------------- |
| Jihad Salame | 100m (m)   | 95e       | serie 10: 7de in 11,49  |
| Maher Abbas  | 400m (m)   | 70e       | serie 5: 7de in 51,29   |
| Maher Abbas  | 800m (m)   | 58e       | serie 5: 7de in 1.53,76 |
|              |            |           |                         |
| May Sardouk  | 400m (v)   | 45e       | serie 4: 6de in 1.00,01 |

### Boksen
| Olympiër       | Discipline  | Resultaat | Prestatie                                                          |
| -------------- | ----------- | --------- | ------------------------------------------------------------------ |
| Bilal El-Masri | -63,5kg (m) | 33e       | 1ste ronde: V van GUY Carew: 0-5                                   |
| Mirwan Kassouf | -75kg (m)   | 33e       | 1ste ronde: V van ITA Mastrodonato: scheidsrechterlijke beslissing |
| Ahmed El-Masri | -81kg (m)   | 17e       | 1ste ronde: V van CAN Kosolofski: scheidsrechterlijke beslissing   |

### Gewichtheffen
| Olympiër             | Discipline  | Resultaat | Prestatie                                                         |
| -------------------- | ----------- | --------- | ----------------------------------------------------------------- |
| Khodr Olaywan        | -52kg (m)   | 21e       | trekken: 23ste met 85kg stoten: 22ste met 100kg totaal: 185kg     |
| Mohamadamine Alaywan | -67,5kg (m) | 20e       | trekken: 21ste met 95kg stoten: 21ste met 122,5kg totaal: 217,5kg |
| Hassan El-Kaissi     | -90kg (m)   | 19e       | trekken: 19de met 135kg stoten: 17de met 172,5kg totaal: 307,5kg  |

### Judo
| Olympiër     | Discipline | Resultaat | Prestatie                              |
| ------------ | ---------- | --------- | -------------------------------------- |
| Kamil Sabali | -65kg (m)  | 34e       | 1ste ronde: V van MAR El-Mamoun: ippon |
| Roni Khawam  | -71kg (m)  | 33e       | 1ste ronde: V van GBR Brown: ippon     |
| Fadi Saikali | -78kg (m)  | 34e       | 1ste ronde: V van FRA Tayot: waza-ari  |

### Schermen
| Olympiër       | Discipline | Resultaat | Prestatie                                   |
| -------------- | ---------- | --------- | ------------------------------------------- |
| Zahi El-Khoury | degen (m)  | 74e       | 1ste ronde groep A: 5de met 0 overwinningen |
| Michel Youssef | degen (m)  | 78e       | 1ste ronde groep F: 5de met 0 overwinningen |
| Zahi El-Khoury | floret (m) | 68e       | 1ste ronde groep K: 6de met 0 overwinningen |
| Michel Youssef | floret (m) | 52e       | 1ste ronde groep J: 5de met 1 overwinning   |

### Wielersport
| Olympiër        | Discipline       | Resultaat | Prestatie      |
| --------------- | ---------------- | --------- | -------------- |
| Georges Honein  | wegwedstrijd (m) | DNF       | niet gefinisht |
| Hratch Zadorian | wegwedstrijd (m) | DNF       | niet gefinisht |

### Worstelen
| Olympiër       | Discipline     | Resultaat      | Prestatie                                         |
| Grieks-Romeins | Grieks-Romeins | Grieks-Romeins | Grieks-Romeins                                    |
| -------------- | -------------- | -------------- | ------------------------------------------------- |
| Khodr Bechara  | -130kg (m)     | 15e            | groep A: 8ste V van TCH David V van USA Koslowski |

### Zwemmen
| Olympiër         | Discipline          | Resultaat | Prestatie               |
| ---------------- | ------------------- | --------- | ----------------------- |
| Amine El-Domyati | 50m vrije slag (m)  | 67e       | serie 1: 5de in 27,34   |
| Emile Lahoud     | 100m vrije slag (m) | 75e       | serie 1: 6de in 1.02,40 |
| Emile Lahoud     | 200m vrije slag (m) | 63e       | serie 1: 7de in 2.16,39 |
| Emile Lahoud     | 400m vrije slag (m) | 48e       | serie 1: 2de in 4.47,09 |
| Rami Kantari     | 100m rugslag (m)    | 50e       | serie 1: 3de in 1.09,35 |
| Rami Kantari     | 200m rugslag (m)    | 41e       | serie 1: 5de in 2.40,29 |
| Amine El-Domyati | 100m schoolslag (m) | 57e       | serie 1: 2de in 1.14,40 |
| Amine El-Domyati | 200m schoolslag (m) | 51e       | serie 1: 5de in 2.44,34 |
| Rami Kantari     | 200m wisselslag (m) | 56e       | serie 1: 4de in 2.34,53 |
|                  |                     |           |                         |
| Nancy Khalaf     | 50m vrije slag (v)  | 50e       | serie 1: 2de in 30,77   |
| Nancy Khalaf     | 100m vrije slag (v) | 56e       | serie 2: 6de in 1.06,73 |
| Nancy Khalaf     | 200m vrije slag (v) | DNS       | serie 1: niet gestart   |

Afghanistan · Algerije · Amerikaanse Maagdeneilanden · Amerikaans-Samoa · Andorra · Angola · Antigua en Barbuda · Argentinië · Aruba · Australië · Bahama’s · Bahrein · Bangladesh · Barbados · België · Belize · Benin · Bermuda · Bhutan · Birma · Bolivia · Bondsrepubliek Duitsland · Botswana · Brazilië · Britse Maagdeneilanden · Brunei · Bulgarije · Burkina Faso · Canada · Centraal-Afrikaanse Republiek · Chili · China · Chinees Taipei · Colombia · Congo-Brazzaville · Cookeilanden · Costa Rica · Cyprus · Denemarken · Djibouti · Dominicaanse Republiek · Duitse Democratische Republiek · Ecuador · Egypte · El Salvador · Equatoriaal-Guinea · Fiji · Filipijnen · Finland · Frankrijk · Gabon · Gambia · Ghana · Grenada · Griekenland · Groot-Brittannië · Guam · Guatemala · Guinee · Guyana · Haïti · Honduras · Hongarije · Hongkong · Ierland · IJsland · India · Indonesië · Irak · Iran · Israël · Italië · Ivoorkust · Jamaica · Japan · Joegoslavië · Jordanië · Kaaimaneilanden · Kameroen · Kenia · Koeweit · Laos · Lesotho · Libanon · Liberia · Libië · Liechtenstein · Luxemburg · Malawi · Malediven · Maleisië · Mali · Malta · Marokko · Mauritanië · Mauritius · Mexico · Monaco · Mongolië · Mozambique · Nederland · Nederlandse Antillen · Nepal · Nieuw-Zeeland · Niger · Nigeria · Noord-Jemen · Noorwegen · Oeganda · Oman · Oostenrijk · Pakistan · Panama · Papoea-Nieuw-Guinea · Paraguay · Peru · Polen · Portugal · Puerto Rico · Qatar · Roemenië · Rwanda · Saint Vincent en de Grenadines · Salomonseilanden · Samoa · San Marino · Saoedi-Arabië · Senegal · Sierra Leone · Singapore · Soedan · Somalië · Sovjet-Unie · Spanje · Sri Lanka · Suriname · Swaziland · Syrië · Tanzania · Thailand · Togo · Tonga · Trinidad en Tobago · Tsjaad · Tsjecho-Slowakije · Tunesië · Turkije · Uruguay · Vanuatu · Venezuela · Verenigde Arabische Emiraten · Verenigde Staten · Vietnam · Zaïre · Zambia · Zimbabwe · Zuid-Jemen · Zuid-Korea · Zweden · Zwitserland